# Pere Francí
Pere Francí (Reus segle XVI) va ser un mestre terrissaire català.
Va ser un dels millors terrissaires reusencs del segle xvi i tenia l'obrador i el forn en una de les torres de la muralla de Reus, a la porta del carrer de l'Hospital, on també hi havia l'escola pública o estudi de gramàtica. La torre va portar el nom de Pere Francí durant uns anys. Segons les fonts,la torre formaria part de la mateixa estructura del portal. Aquesta torre era de forma quadrangular i mesurava 6'1 metres d'amplada i 4'3 de profunditat. Pere Francí va ser aprenent del terrissaire Rafel Mallol pare, el 1552 i després va col·laborar amb Rafel Mallol fill. Segurament Pere Francí era fill i germà de canterers i terrissaires, i les seves obres estan documentades entre 1552 i 1596. El 1558 va comprar, juntament amb la seva mare i els seus germans, una casa amb forn, i el 1560 ja havia consolidat la seva situació, ja que va acollir un aprenent, Francesc Martí. Va comprar diverses propietats a la zona i el 1563 va aconseguir del comú un pati situat davant de l'Hospital.
En aquesta època els escudellers, ollers i canterers de Reus estaven agrupats en un gremi i els seus obradors i habitatges se situaven al barri dels escudellers, situat entre els carrers de Santa Anna i el portal de l'Hospital. En les excavacions al raval del Pallol efectuades entre 1999 i 2003 es va confirmar l'existència d'aquest barri i es van trobar gran quantitat de peces de terrissa que van servir per datar les èpoques d'utilització dels obradors i els noms i producció dels principals terrissaires. De Pere Francí es van trobar fragments de terrissa daurada i un bon nombre de figuretes de caràcter religiós o sumptuari i de fireta.